# Digani (Mali)
Digani est une localité, chef-lieu de la commune rurale malienne de Diganidougou dans le cercle de Farako et la région de Ségou.

## Géographie
La localité de Digani est située au nord de la rive gauche du Niger et sur la route locale L516 à 10 km au nord-ouest du chef-lieu régional Ségou.

## Infrastructures et services
Lors du recensement de 2009, la localité est desservie par les services suivants. :
- deux écoles
- deux formations de santé
- une banque de céréales
- 2 points d'eau